# بني عواض (مبين)

تعديل مصدري - تعديل

[عزله بني عواض ] بمديرية العدين التابعة لمحافظة اب، بلغ تعداد سكانها2555 نسمة حسب تعداد اليمن لعام 2024.